# Kuurne-Brussel-Kuurne 2025
De 77e editie van de Belgische wielerwedstrijd Kuurne-Brussel-Kuurne werd gehouden op 2 maart 2025. De start was, anders dan de naam doet vermoeden, in Kortrijk en de finish vond plaats in Kuurne. De wedstrijd maakte deel uit van de UCI ProSeries als 1.Pro-wedstrijd. De titelverdediger was Wout van Aert. Jasper Philipsen won de massasprint.

## Deelname
Er namen zeventien UCI World Tour-ploegen en acht UCI ProTeams deel.
| WorldTour | WorldTour | ProTeam |
| --- | --- | --- |
| Alpecin-Deceuninck Arkéa-B&B Hotels Bahrain-Victorious Cofidis Decathlon AG2R La Mondiale EF Education-EasyPost Groupama-FDJ Intermarché-Wanty Lidl-Trek | Movistar Team Red Bull-BORA-hansgrohe Soudal-Quick Step Team Jayco AlUla Team Picnic PostNL Team Visma I Lease a Bike UAE Team Emirates-XRG XDS Astana Team | Israel-Premier Tech Lotto Q36.5 Pro Cycling Team Team Flanders-Baloise Tudor Pro Cycling Team Unibet Tietema Rockets Uno-X Mobility Wagner Bazin WB |

## Uitslag
| Plaats  | Naam                | Ploeg                           | Tijd     |
| ------- | ------------------- | ------------------------------- | -------- |
| Winnaar | Jasper Philipsen    | Alpecin-Deceuninck              | 4u26'30" |
| 2       | Olav Kooij          | Team Visma I Lease a Bike       | z.t.     |
| 3       | Hugo Hofstetter     | Israel-Premier Tech             | z.t.     |
| 4       | Arne Marit          | Intermarché-Wanty               | z.t.     |
| 5       | Rick Pluimers       | Tudor Pro Cycling Team          | z.t.     |
| 6       | Jonathan Milan      | Lidl-Trek                       | z.t.     |
| 7       | Marijn van den Berg | EF Education-EasyPost           | z.t.     |
| 8       | Pavel Bittner       | Team Picnic PostNL              | z.t.     |
| 9       | Lukáš Kubiš         | Unibet Tietema Rockets          | z.t.     |
| 10      | Kaden Groves        | Alpecin-Deceuninck              | z.t.     |
| 11      | Milan Fretin        | Cofidis                         | z.t.     |
| 12      | Jordi Meeus         | Red Bull-BORA-hansgrohe         | z.t.     |
| 13      | Vito Braet          | Intermarché-Wanty               | z.t.     |
| 14      | Luca Mozzato        | Arkéa-B&B Hotels                | z.t.     |
| 15      | Arnaud Démare       | Arkéa-B&B Hotels                | z.t.     |
| 16      | Tim Merlier         | Soudal Quick-Step               | z.t.     |
| 17      | Lewis Askey         | Groupama-FDJ                    | z.t.     |
| 18      | Sam Bennett         | Decathlon AG2R La Mondiale Team | z.t.     |
| 19      | Fred Wright         | Bahrain Victorious              | z.t.     |
| 20      | Jonas Abrahamsen    | Uno-X Mobility                  | z.t.     |

1945 · 1946 · 1947 · 1948 · 1949 · 1950 · 1951 · 1952 · 1953 · 1954 · 1955 · 1956 · 1957 · 1958 · 1959 · 1960 · 1961 · 1962 · 1963 · 1964 · 1965 · 1966 · 1967 · 1968 · 1969 · 1970 · 1971 · 1972 · 1973 · 1974 · 1975 · 1976 · 1977 · 1978 · 1979 · 1980 · 1981 · 1982 · 1983 · 1984 · 1985 · 1986 · 1987 · 1988 · 1989 · 1990 · 1991 · 1992 · 1993 · 1994 · 1995 · 1996 · 1997 · 1998 · 1999 · 2000 · 2001 · 2002 · 2003 · 2004 · 2005 · 2006 · 2007 · 2008 · 2009 · 2010 · 2011 · 2012 · 2013 · 2014 · 2015 · 2016 · 2017 · 2018 · 2019 · 2020 · 2021 · 2022 · 2023 · 2024 · 2025
Lijst van beklimmingen
Ronde van Valencia ·
Ronde van Oman ·
Clásica de Almería ·
Figueira Champions Classic ·
Ronde van de Algarve ·
Ruta del Sol ·
Ardèche Classic ·
Drôme Classic ·
Kuurne-Brussel-Kuurne ·
Trofeo Laigueglia ·
Nokere Koerse ·
Milaan-Turijn ·
GP Denain ·
Bredene Koksijde Classic ·
Grote Prijs Miguel Indurain ·
Ronde van Hainan ·
Scheldeprijs ·
Brabantse Pijl ·
Ronde van de Alpen ·
Ronde van Turkije ·
Grote Prijs van Plumelec ·
Tro Bro Léon ·
Klassiek Duinkerke-GP van de Hauts-de-France ·
Vierdaagse van Duinkerke ·
Ronde van Hongarije ·
Veenendaal-Veenendaal ·
Antwerp Port Epic ·
Boucles de la Mayenne ·
Ronde van Noorwegen ·
Ronde van Slovenië ·
Brussels Cycling Classic ·
Dwars door het Hageland ·
Mont Ventoux Dénivelé Challenge ·
Ronde van België ·
Ronde van het Qinghaimeer ·
Ronde van Wallonië ·
Ronde van Burgos ·
Arctic Race of Norway ·
Ronde van Denemarken ·
Circuit Franco-Belge ·
Ronde van Duitsland ·
Ronde van Groot-Brittannië ·
Maryland Cycling Classic ·
GP Industria & Artigianato-Larciano ·
Coppa Sabatini ·
Grote Prijs van Fourmies ·
Grote Prijs van Wallonië ·
Ronde van Luxemburg ·
Super 8 Classic ·
Ronde van Langkawi ·
Ronde van het Münsterland ·
Ronde van Emilia ·
Coppa Bernocchi ·
Ronde van de Drie Valleien ·
Ronde van Piemonte ·
Ronde van het Taihu-meer ·
Parijs-Tours ·
Ronde van Veneto ·
Japan Cup ·
Veneto Classic